# Cantó de Les Abymes-5
El cantó de Les Abymes-5 era una divisió administrativa francesa situat al departament de Guadalupe a la regió de Guadalupe.

## Composició
El cantó comprenia part de la comuna de Les Abymes.

## Administració
| Període                                  | Identitat           | Partit | Qualitat |
| ---------------------------------------- | ------------------- | ------ | -------- |
| 2001-                                    | Dominique Théophile | GUSR   |          |
| Les dades anteriors no són pas conegudes |                     |        |          |

## Reorganització cantonal
En la reorganització cantonal que va entrar en vigor el 2015 el cantó de Les Abymes-5 va ser suprimit.